# 아랍에미리트 여자 축구 국가대표팀
아랍에미리트 여자 축구 국가대표팀은 아랍에미리트를 대표하는 여자 축구 국가대표팀으로 아랍에미리트 축구 협회에서 관리한다. 여자 대표팀의 첫번째 국제 경기는 팔레스타인과의 2010년 서아시아 여자 축구 선수권 대회 B조 조별리그 1차전 경기로 이 경기에서 4 - 2로 꺾었다.

## 국제 대회 경력

### AFC 여자 아시안컵 예선
타지키스탄에서 열린 2018년 AFC 여자 아시안컵 예선 A조에 편성되었는데 이는 아랍에미리트 여자 대표팀의 사상 첫 메이저 대회 예선이기도 하다. 이 대회 예선에서 필리핀과 요르단에 무려 10골을 내주며 대패를 당했고 바레인과는 비겼으며 이라크, 타지키스탄에게는 승리를 거두었지만 2승 1무 2패로 4위에 머무르며 본선 진출에 실패했다.

### 서아시아 여자 축구 선수권 대회
3번의 서아시아 여자 선수권 대회(2010년, 2011년, 2019년)에 참가하여 이 중 자국에서 개최한 2010년, 2011년 대회에서 연속 우승을 차지하면서 요르단과 함께 이 대회 우승 경험이 있는 두 팀 중 하나가 되었다.

### 아프로디테 컵
2015년 아프로디테 컵에 초청받아 1승 3패를 기록하였다.

## 성적

### FIFA 여자 월드컵
- 2011년 ~ 2015년: 불참
- 2019년: 진출 실패

### AFC 여자 아시안컵
- 2010년 ~ 2014년: 불참
- 2018년: 진출 실패

### 서아시아 여자 축구 선수권 대회
- 2010년 ~ 2011년: 우승
- 2014년: 불참
- 2019년: 4위

## 같이 보기
- 아랍에미리트 축구 국가대표팀
- 아랍에미리트 축구 협회
- 서아시아 축구 연맹